# Liste der Monuments historiques in Sommerécourt
Die Liste der Monuments historiques in Sommerécourt führt die Monuments historiques in der französischen Gemeinde Sommerécourt auf.

## Liste der Immobilien
| Bezeichnung         | Beschreibung                                                                | Standort                 | Kennzeichnung | Schutzstatus | Datum | Bild |
| ------------------- | --------------------------------------------------------------------------- | ------------------------ | ------------- | ------------ | ----- | ---- |
| Pont des Cinq-Parts | gallo-römische Brücke über den Mouzon; auch auf dem Gebiet von Outremécourt | südlich des Ortes (Lage) | PA00079242    | Classé       | 1931  |      |

## Liste der Objekte
| Bezeichnung                | Beschreibung                                        | Standort                       | Kennzeichnung | Schutzstatus | Datum | Bild |
| -------------------------- | --------------------------------------------------- | ------------------------------ | ------------- | ------------ | ----- | ---- |
| Skulptur Heiliger Nikolaus | Holz, farbig gefasst und vergoldet, 18. Jahrhundert | in der Kirche St-Gérard (Lage) | PM52001141    | Classé       | 1977  |      |